# Manfred Bleuler
Manfred Bleuler, né le 4 janvier 1903 et mort le 4 novembre 1994, est un neuropsychiatre et professeur suisse.

## Biographie
Né à Zurich en 1903, Manfred Bleuler est le fils du psychiatre Eugen Bleuler et de Hedwig Waser, une enseignante issue d'une famille d'intellectuels de Zurich. Il grandit au sein de l'hôpital psychiatrique de Zurich, dirigé à cette époque par son père, avant d'étudier lui-même la médecine à Genève puis Zurich. Il y décroche son doctorat en 1929 grâce à une dissertation sur l'étude de jumeaux avec le test de Rorschach. Entre les années 1930 et 1932, il rejoint le personnel de l'hôpital cantonal de Bâle à Liestal, travaillant principalement en chirurgie et gynécologie. Il effectue ensuite un stage de dix-huit mois l'hôpital de Boston et à l'hôpital Bloomingdale où il gagne en expérience en neurologie et psychiatrie. Il y rencontre Stanley Cobb et Harvey Cushing, intensifiant son intérêt pour la neuroendocrinologie,.
À partir de 1933 et jusqu'en 1938, Bleuler occupe le poste de médecin sénior à l'hôpital psychiatrique de St. Pirminsberg et pratique en parallèle la médecine générale. Il rejoint ensuite le service psychiatrique de l'université de Bâle et de l'hôpital psychiatrique cantonal, en tant que médecin sénior, sous la supervision de John E. Staehelin. Puis, pendant la seconde guerre mondiale, il devient médecin pour l'armée suisse et termine son post-doctorat en 1942.
Marchant dans les pas de son père, il devient à son tour directeur de l'hôpital psychiatrique de Zurich, après Hans W. Maier, et obtient le titre de professeur de psychiatrie. Il consacrera une grande partie de ses recherches sur la schizophrénie, comme son père. En 1946, il épouse Monica Bisaz, une infirmière originaire d'Engadine.